# Bedellia silvicolella
Bedellia silvicolella là một loài bướm đêm thuộc họ Bedelliidae. Nó là loài đặc hữu của quần đảo Canaria.
Ấu trùng ăn Convolvulus canariensis và Convolvulus floridus. Chúng ăn lá nơi chúng làm tổ.